# Ruta Estatal de California 47
La Ruta Estatal de California 47 (en inglés: California State Route 47) es una carretera estatal estadounidense ubicada en el estado de California. La carretera inicia en el Sur desde la I 110  en San Pedro hacia el Norte en la SR 91  en Compton, y tiene longitud de 5 km (3.078 mi).

## Mantenimiento
Al igual que las autopistas interestatales, y las rutas federales y el resto de carreteras estatales, la Ruta Estatal de California 47 es administrada y mantenida por el Departamento de Transporte de California por sus siglas en inglés Caltrans.

## Cruces
La Ruta Estatal de California 47 es atravesada principalmente por la I 710  en Terminal Island
SR 103  en Los Ángeles
I 405  en Carson.
| Localidad | Miliario                                                | Salidat                                                | Destinos                                                               | Notas                                                |
| --- | ------------------------------------------------------- | ------------------------------------------------------ | ---------------------------------------------------------------------- | ---------------------------------------------------- |
| Los Ángeles | R0.00                                                   | 1A                                                     | Gaffey Street (SR 110 sur) – San Pedro                                 | Salida sur y entrada norte                           |
| Los Ángeles | R0.00                                                   | 1B                                                     | I 110 norte (Harbor Freeway) – Los Ángeles                             | Salida sur y entrada norte                           |
| Los Ángeles | R0.43 0.72                                              | 1C                                                     | Harbor Boulevard – San Pedro                                           | Señalizada como Salida 1A norte                      |
| Los Ángeles | 0.86                                                    | Puente Vincent Thomas sobre el Puerto de Los Ángeles   | Puente Vincent Thomas sobre el Puerto de Los Ángeles                   | Puente Vincent Thomas sobre el Puerto de Los Ángeles |
| Los Ángeles | 2.30                                                    | 1B                                                     | Ferry Street                                                           | Sin salida en sentido norte                          |
| Los Ángeles | Extremo norte de la autopista y mantenida por el estado |                                                        |                                                                        |                                                      |
| Los Ángeles |                                                         | Navy Way – Berths 301-305, Berths 401-406              |                                                                        |                                                      |
| Long Beach |                                                         |                                                        | Pier S Avenue to Henry Ford Avenue, New Dock Street – Pier S           |                                                      |
| Long Beach | 3.50                                                    |                                                        | I 710 norte / Berth T136 Gate 2 – Muelles B-J y T, Downtown Long Beach | Interchange                                          |
| Long Beach | Extremo sur de la autopista y mantenida por el estado   |                                                        |                                                                        |                                                      |
| Long Beach | 3.58                                                    | 4                                                      | New Dock Street                                                        | Salida sur y entrada norte                           |
| Long Beach | 3.88                                                    | Schuyler Heim Bridge sobre Cerritos Channel            | Schuyler Heim Bridge sobre Cerritos Channel                            | Schuyler Heim Bridge sobre Cerritos Channel          |
| Los Ángeles | 3.88                                                    | Schuyler Heim Bridge sobre Cerritos Channel            | Schuyler Heim Bridge sobre Cerritos Channel                            | Schuyler Heim Bridge sobre Cerritos Channel          |
| 4.57 |                                                         | SR 103 norte (Terminal Island Freeway) / Willow Street | Salida izquierda norte y entrada norte                                 |                                                      |
| Extremo norte de la autopista y mantenimiento estatal                                                                     |                                                         |                                                        |                                                                        |                                                      |
| |                                                         | Anchorage Road, Henry Ford Avenue, Pier A Way          |                                                                        |                                                      |
| |                                                         | Anaheim Street                                         |                                                                        |                                                      |
| |                                                         | Alameda Street                                         |                                                                        |                                                      |
| |                                                         | SR 1 (Pacific Coast Highway)                           | Interchange                                                            |                                                      |
| Carson |                                                         |                                                        | Sepulveda Boulevard                                                    | Interchange                                          |
| Carson |                                                         |                                                        | 223rd Street                                                           | Interchange                                          |
| Carson |                                                         |                                                        | I 405 norte (San Diego Freeway) – Santa Mónica                         | Interchange; antigua SR 7                            |
| Carson |                                                         |                                                        | Carson Street                                                          | Interchange                                          |
| Carson |                                                         |                                                        | Del Amo Boulevard                                                      | Interchange                                          |
| |                                                         |                                                        | Santa Fe Avenue                                                        |                                                      |
| Compton |                                                         |                                                        | SR 91 este (Gardena Freeway) – Long Beach                              | Interchange                                          |
| Compton |                                                         |                                                        | SR 91 oeste (Gardena Freeway) / Artesia Boulevard – Redondo Beach      | Interchange                                          |
| Compton |                                                         |                                                        | Alameda Street                                                         | Continúa más allá de la SR 91                        |
| 1.000 mi = 1.609 km; 1.000 km = 0.621 mi Cerrada/Antigua • Terminal concurrente • Acceso incompleto • Propuesta/Sin abrir |                                                         |                                                        |                                                                        |                                                      |